# Sopore (medicina)
In medicina si definisce sopore uno stato reversibile di iporeattività e ridotta vigilanza di sonno superficiale con obnubilamento della coscienza.
Normalmente il sopore è un breve stato intermedio tra la sonnolenza e l'addormentamento e se la persona viene svegliata è in grado volontariamente di mantenere lo stato di veglia. In condizioni patologiche il paziente soporoso può essere riportato ad uno stato vigile mediante uno stimolo, ma torna rapidamente allo stato precedente se la stimolazione viene a cessare. Il grado successivo al sopore è il coma e un normale stimolo non è sufficiente per ottenere il risveglio.

## Eziologia
Uno stato patologico di sopore può essere causato da molti fattori, tra i quali:
- assunzione di farmaci psicolettici (sostanze sedative sul SNC)
- intossicazioni
- cause tossico-infettive
- ipercapnia

## Terapia
Il sopore può essere contrastato in modo aspecifico con l'uso di farmaci analettici.